# KitSat-3
KitSat-3 (Korean Institute of Technology Satellite 3) (auch bekannt als Uribyol 3) ist ein südkoreanischer Forschungssatellit. Er dient größtenteils zur Meeresforschung des Indischen Ozeans. Er wird von der KAIST-Universität betrieben.

## Ausstattung
KitSat-3 wurde für einen preisgünstigen und kleinen Satelliten entworfen.
Das Bussystem des Satelliten wurde von der SaTReC entworfen und entwickelt.
Seine Aufgaben waren:
- Raumumweltveränderungen in Bezug auf die Sonnenaktivität zu beobachten
- Wissenschaftliche Daten für die Weltraumwissenschaft zu sammeln

Der Satellit beherbergte folgende Experimente:
- Das Multispektral Earth Imaging System (MEIS) hat durch seine hervorragende Leistung (13,5-m-Auflösung) eine internationale Anerkennung erreicht, die die Bildqualität vergleichbar mit großen Satelliten bietet,
- Das Space Environment Scientific Experiment (SENSE),
- Das High Energy Particle Telescope (HEPT),
- Ein Strahlenschutz für Mikroelektronik (REME),
- Die Electron Temperature Probe (ETP) und
- Ein wissenschaftliches Magnetometer (SMAG)

KitSat-3 ist würfelförmig und wird durch Solarzellen und Batterien mit Strom versorgt.

## Start
KitSat-3 wurde am 26. Mai 1999 mit einer PSLV-Trägerrakete zusammen mit OceanSat-1 und DLR-TUBSAT vom Satish Dhawan Space Centre aus in einen Sonnensynchronen Orbit gebracht.